# Anthony R. Bean
Anthony R. Bean  (1957) es un botánico australiano.
Desarrolla su actividad científica en el herbario de Queensland, de los Jardines botánicos de Brisbane.

## Algunas publicaciones
- Bean, AR. 2007. A new system for determining which plant species are indigenous in Australia. Austr. Syst. Bot. 20 (1): 1-43 Texto completo (enlace roto disponible en Internet Archive; véase el historial, la primera versión y la última).
- Bean, AR. 2006. Ruellia tweediana, a new name for a well known Queensland weed. Plant Prot. Quart. 21 (4)
- Bean AR. 2004. Notes on Leucas R.Br. (Lamiaceae) in Australia. Austr. Syst. Bot. Soc. Newsletter 118, 2–4
- Brophy, JJ; RJ Goldsack; A Punruckvong; AR Bean; PI Forster; BJ Lepschi; JC Doran; AC Rozefelds. 2000. Leaf essential oils of the genus Leptospermum (Myrtaceae) in eastern Australia. Part 7. Leptospermum petersonii, L. liversidgei & allies. Fl. & Fr. J. 15 (5) : 342-351
- Brophy, JJ; RJ Goldsack; PI Forster; AR Bean; JR Clarkson; BJ Lepschi. 1998. Leaf essential oils of the genus Leptospermum (Myrtaceae) in Eastern Australia. Part 1. Leptospermum brachyandrum & Leptospermum pallidum groups. Fl. & Fr. J. 13 (1): 19 - 25
- Brophy, JJ; RJ Goldsack; AR Bean; PI Forster; CJR Fookes. 1988. The Leaf Essential Oils of the Genus Syncarpia Ten. (Myrtaceae). Fl. & Fr. J. 11 (6): 361 - 366
- Brooker, MIH; AR Bean. 1987. Two new Ironbarks & a new Bloodwood (Eucalyptus, Myrtaceae) from Queensland. Brunonia 10 (2): 189 - 200
- Brooker, MIH; AR Bean. 1986. Eucalyptus virens, a new species of Ironbark form Queensland. Brunonia 9 (2): 223 - 227

- La abreviatura «A.R.Bean» se emplea para indicar a Anthony R. Bean como autoridad en la descripción y clasificación científica de los vegetales.[1]